# Jeff Anderson
Jeff Anderson, született Jeffrey Allan Anderson (Connecticut, 1970. április 21. –) amerikai színész, forgatókönyvíró, filmrendező.
Leginkább Kevin Smith rendezővel közös filmjeiről ismert. A Shop-stop-filmekben Randal Gravest formálta meg, de Smith Dogma (1999), Jay és Néma Bob visszavág (2001) és Zack és Miri pornót forgat (2008) című rendezéseiben is feltűnt.

## Élete és pályafutása
Jeffrey Allan Anderson néven született Connecticutben. A New Jersey-i Henry Hudson Regionális Középiskolában érettségizett 1988-ban. Osztálytársak és barátok voltak Kevin Smith-szel. Anderson az AT&T-nél dolgozott, miközben Smith legelső, Shop-stop című filmjén dolgozott. Kevin Smith kezdetben Andersonnak Jay szerepét szánta a filmben, de végül Randal Gravesnek, az vásárlóival gyakran gúnyolódó, életunt videótéka-alkalmazottnak a bőrébe bújhatott. 1995-ben Andersont Independent Spirit-díjra jelölték a legjobb debütálás kategóriában.
2002-ben Anderson volt a rendezője, forgatókönyvírója és szereplője a Now You Know című filmvígjátéknak. Hollywoodban elindította saját produkciós cégét. 2006-ban Anderson újra eljátszotta Randal szerepét a Shop-Stop folytatásában. 2017 áprilisában jelentették be a harmadik rész elkészítését, de Randal nem vállalta el benne régi szerepét, megakasztva a film produkciós munkálatait. Később mégis elvállalta Randal megformálását és a film 2022-ben jelent meg.

## Magánélete
1998-ban feleségül vette Lisa Spoonauer színésznőt, de 1999-ben elváltak. Második felesége Barbara Jacques színésznő, akivel 2009-ben házasodott össze.

## Filmográfia

### Film
| Év   | Magyar cím                 | Eredeti cím                    | Szerep              | Magyar hang   | Rendező          | Megjegyzések               |
| ---- | -------------------------- | ------------------------------ | ------------------- | ------------- | ---------------- | -------------------------- |
| 1994 | Shop-stop                  | Clerks                         | Randal Graves       | Miller Zoltán | Kevin Smith (1.) |                            |
| 1999 | Dogma                      | Dogma                          | fegyverkereskedő    |               | Kevin Smith (2.) |                            |
| 2000 |                            | Vulgar                         | Surly Duck (hangja) |               | Bryan Johnson    | stáblistán nem szerepel    |
| 2000 |                            | Love 101                       | Phil                |               | Adrian Fulle     |                            |
| 2001 |                            | Stealing Time                  | Buddy               |               | Marc Fusco       |                            |
| 2001 | Jay és Néma Bob visszavág  | Jay and Silent Bob Strike Back | Randal Graves       | Seder Gábor   | Kevin Smith (3.) |                            |
| 2002 |                            | Now You Know                   | Gil                 |               | Jeff Anderson    | rendező és forgatókönyvíró |
| 2002 |                            | The Flying Car                 | Randal Graves       |               | Kevin Smith (4.) | rövidfilm                  |
| 2004 |                            | Clerks: The Lost Scene         | Randal Graves       |               | Kevin Smith (5.) | rövidfilm                  |
| 2006 | Shop-stop 2.               | Clerks 2.                      | Randal Graves       | Miller Zoltán | Kevin Smith (6.) |                            |
| 2008 | Zack és Miri pornót forgat | Zack and Miri Make a Porno     | Deacon              | Seder Gábor   | Kevin Smith (7.) |                            |
| 2014 |                            | Finding London                 | Sam                 |               | Cory Santilli    | rövidfilm                  |
| 2022 |                            | Clerks III                     | Randal Graves       |               | Kevin Smith (8.) |                            |

### Televízió
| Év        | Magyar cím                   | Eredeti cím                 | Szerep                 | Megjegyzések |
| --------- | ---------------------------- | --------------------------- | ---------------------- | ------------ |
| 2000–2001 | Shop-stop: A rajzfilm        | Clerks: The Animated Series | Randal Graves (hangja) | 6 epizód     |
| 2011      | Star Wars: A klónok háborúja | Star Wars: The Clone Wars   | Smug (hangja)          | 1 epizód     |

## Fordítás
- Ez a szócikk részben vagy egészben  a   Jeff Anderson című angol Wikipédia-szócikk fordításán alapul.  Az eredeti cikk szerkesztőit annak laptörténete sorolja fel. Ez a jelzés csupán a megfogalmazás eredetét és a szerzői jogokat jelzi, nem szolgál a cikkben szereplő információk forrásmegjelöléseként.